# 狮子座γb
狮子座γb(HD 110014 b)是一颗环绕狮子座γ(轩辕十二)运行的太阳系外行星。它位于狮子座，距离地球约125.5光年。它的质量至少是木星的8.78倍，围绕轩辕十二公转一周需要429个地球日。